# Avenal
|  | Dieser Artikel wurde aufgrund von inhaltlichen Mängeln auf der Qualitätssicherungsseite des Projektes USA eingetragen. Hilf mit, die Qualität dieses Artikels auf ein akzeptables Niveau zu bringen, und beteilige dich an der Diskussion! Eine nähere Beschreibung der zu behebenden Mängel fehlt. |

Avenal ist eine Stadt im Kings County im US-Bundesstaat Kalifornien, Vereinigte Staaten, mit 13.696 Einwohnern (Stand: Volkszählung 2020). Die geographischen Koordinaten sind: 36,03° Nord, 120,11° West. Das Stadtgebiet hat eine Größe von 49,5 km².

## Persönlichkeiten
- José Ramírez (* 1992), Boxer